# Pasión Dávila
Pasión Noemías Dávila Atanacio (San Miguel de Cauri, Huánuco, Perú, 21 de enero de 1968) es un docente y político peruano. Es congresista de la república para el periodo 2021-2026.

## Biografía
Nació en el distrito de San Miguel de Cauri, ubicado en la provincia de Lauricocha, del departamento de Huánuco, el 21 de enero de 1968.
Realizó sus estudios primarios y secundarios en el Instituto José Carlos Mariátegui. Ingresó a la Universidad Nacional Daniel Alcides Carrión donde ejerció la carrera de Educación primaria para graduarse como docente y logrando concluirlos en 1998. Cuenta también con un estudio de posgrado en la Universidad Nacional Mayor de San Marcos.

## Vida política
Fue militante del partido Perú Posible, liderado por el expresidente Alejandro Toledo.
Durante el gobierno, laboró como subprefecto en el Ministerio del Interior en abril del 2004, como gerente en el Ministerio de la Mujer y como docente en el Ministerio de Educación.
Ejerció como secretario provincial del partido en el año 2000.
Su carrera política la inició en la elecciones regionales y municipales de 2002 como candidato a la alcaldía de la provincia de Daniel Alcides Carrión. Sin embargo, no resultó elegido. De igual manera, cuando intentó ser consejero regional por la alianza entre Perú Posible y Alianza para el Progreso.

### Congresista
Para las elecciones generales de 2021, se apuntó como candidato al Congreso de la República en representación de Pasco por el partido Perú Libre, que tenía como candidato presidencial a Pedro Castillo. Dávila resultó elegido con 3915 votos para el periodo parlamentario 2021-2026.
Renunció a la bancada de Perú Libre debido a discrepancias con los miembros y luego se incluyó en la bancada del Bloque Magisterial alineada al gobierno de Pedro Castillo.
Se caracterizó por ser uno de los defensores de Castillo en donde intentó justificar el golpe de Estado decretado por el expresidente.
En diciembre de 2022, durante una sesión del Pleno congresal, Dávila agredió físicamente al congresista opositor Juan Burgos con un puñete en la espalda y este en respuesta también acudió a atacar a Dávila corriendo hacia él. Tras estos escándalos, Burgos anunció que denunciaría a Dávila en la Comisión de Ética y el Pleno del Congreso acordó suspenderlo por 120 días sin goce de haber.